# موهلاو
موهلاو (به آلمانی: Möhlau) یک منطقهٔ مسکونی در آلمان است که در گرفنهاینیشن واقع شده‌است. موهلاو ۱٬۹۶۱ نفر جمعیت دارد.